# Gynopterus diversipennis
Gynopterus diversipennis is een keversoort uit de familie klopkevers (Ptinidae). De wetenschappelijke naam van de soort werd in 1907 gepubliceerd door Maurice Pic.